# 迪卡尔布县 (印第安纳州)

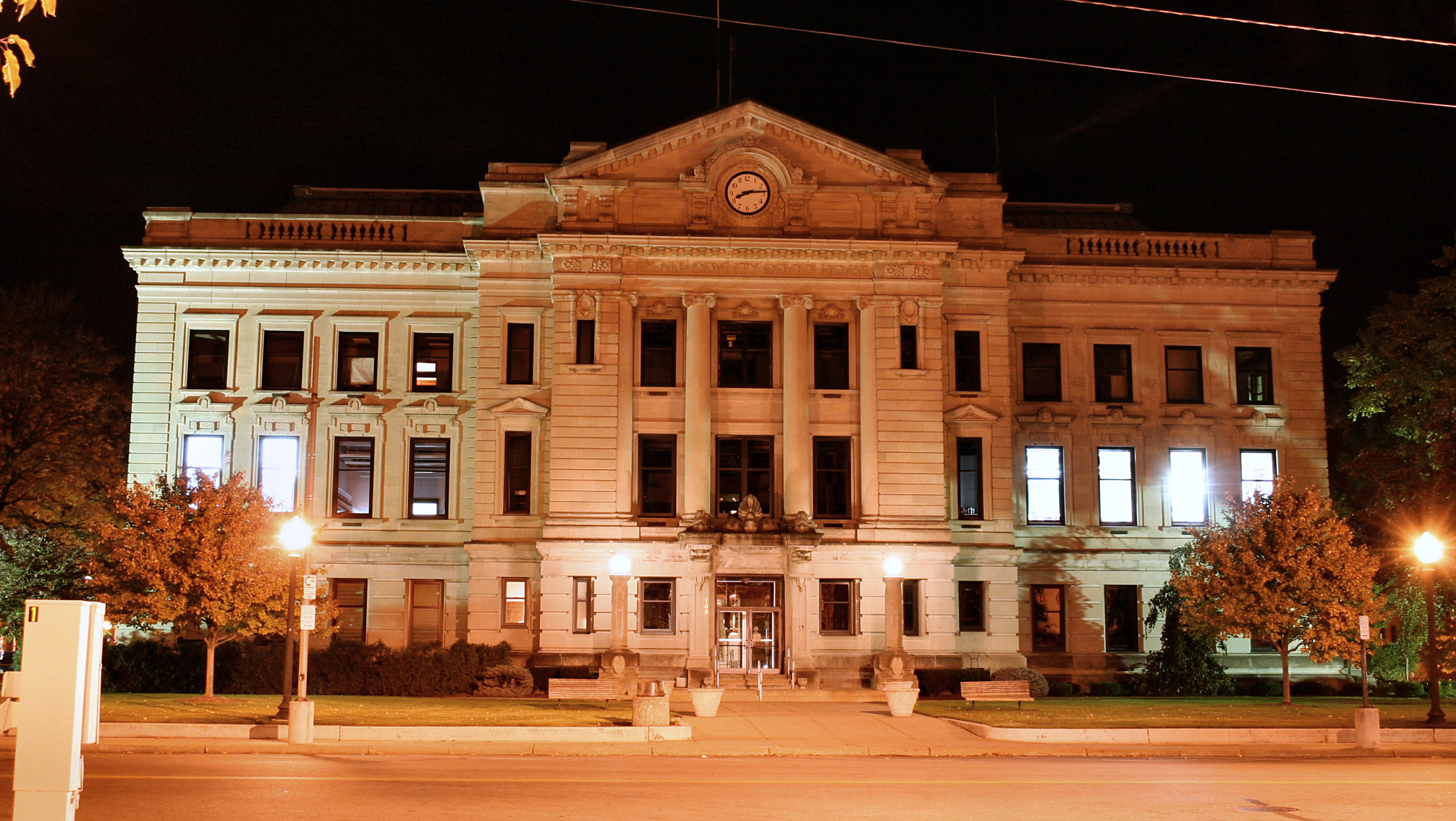
縣法院

迪卡爾布縣（英語：DeKalb County）是美國印地安納州東北部的一個縣，東鄰俄亥俄州。面積942平方公里。根據美國2000年人口普查，共有人口40,285人。縣治奧本（Auburn）。
成立於1837年2月2日。縣名紀念美國獨立戰爭將領約翰·迪卡爾布（Johann de Kalb）。